# Rapides de LaSalle
Die Rapides de LaSalle (englisch LaSalle Rapids) waren eine kanadische Eishockeymannschaft aus LaSalle, Québec. Das Team spielte von 1999 bis 2003 in der Québec Semi-Pro Hockey League.

## Geschichte
Das Franchise der Rapides de Lachute aus der Québec Semi-Pro Hockey League wurde 1999 von Lachute nach LaSalle umgesiedelt und in Rapides de LaSalle umbenannt. In ihrer Premieren-Spielzeit nach der Umsiedlung gewannen die Rapides 2000 auf Anhieb die Coupe Futura. Zuvor hatten sie bereits in der regulären Saison den ersten Platz der Division Nord belegt. Anschließend konnte das Team aus LaSalle nicht mehr an diesen Erfolg anknüpfen und kam in der regulären Saison nicht mehr über den sechsten Rang hinaus. Daraufhin wurde das Franchise im Anschluss an die Saison 2002/03 aufgelöst.   

## Team-Rekorde

### Karriererekorde
Spiele: 133  Daniel Guérard
Tore: 60  Patrick Deraspe
Assists: 108  Patrick Deraspe
Punkte: 168  Patrick Deraspe
Strafminuten: 756  Patrick Allard

## Bekannte Spieler
- Dominic Roussel